# Pseudosedum
A Pseudosedum a kőtörőfű-virágúak (Saxifragales) rendjébe, ezen belül a varjúhájfélék (Crassulaceae) családjába és a fáskövirózsa-formák (Sempervivoideae) alcsaládjába tartozó nemzetség.

## Előfordulásuk
A Pseudosedum-fajok előfordulási területe Kazahsztántól és Irántól kezdve, egészen Mongóliáig és Szibéria középső részének déli feléig tart.

## Rendszerezés
A nemzetségbe az alábbi 14 faj tartozik:
- Pseudosedum acutisepalum C.-A.Jansson
- Pseudosedum affine (Schrenk) A.Berger
- Pseudosedum bucharicum Boriss.
- Pseudosedum campanuliflorum Boriss.
- Pseudosedum condensatum Boriss.
- Pseudosedum fedtschenkoanum Boriss.
- Pseudosedum ferganense Boriss.
- Pseudosedum kamelinii Palanov
- Pseudosedum karatavicum Boriss.
- Pseudosedum koelzii C.-A.Jansson
- Pseudosedum kuramense Boriss.
- Pseudosedum lievenii (Ledeb.) A.Berger - típusfaj
- Pseudosedum longidentatum Boriss.
- Pseudosedum multicaule (Boiss. & Buhse) Boriss.